# 木田知宏
木田 知宏（きだ ともひろ、1968年1月5日 - ）は大阪府出身の射撃選手。1996年アトランタオリンピック代表。大阪府警所属。

## 略歴
- 1996年 アトランタ五輪で初の五輪出場。エアピストルで29位。ラピッド・ファイア・ピストルで12位。
- 2003年 全日本春季ピストル射撃競技大会のラピッドファイアピストルで優勝。合計593点の日本新記録を達成する。
- 2005年 東アジア競技大会のセンターファイアーピストルで1位25mラピッドファイアーピストルで5位。
- 2006年 ドーハアジア大会の25mラピッドファイアーピストルで6位。25mセンターファイアーピストルで14位。50mファイアーピストルで26位。
- 2007年 ワールドカップ杯のラピッドファイアピストルで23位。